# Proletarskoje (Kaliningrad, Gussew)
Proletarskoje (russisch Пролетарское, deutsch Ganderkehmen, litauisch Gandrakiemiai) ist ein Ort in der russischen Oblast Kaliningrad. Er gehört zur kommunalen Selbstverwaltungseinheit Stadtkreis Gussew im Rajon Gussew.

## Geographische Lage
Proletarskoje liegt zehn Kilometer südwestlich der Stadt Gussew (Gumbinnen) unweit einer Nebenstrecke (27K-056) von Gussew über Kostino (Stobricken/Krammsdorf) nach Majakowskoje (Nemmersdorf). Eine Bahnanbindung besteht nicht.

## Geschichte
Das kleine aus dem zu Ende gehenden 16. Jahrhundert stammende Dorf wurde 1874 in den neu errichteten Amtsbezirk Nemmersdorf (der Ort heißt heute russisch: Majakowskoje) eingegliedert. Er bestand bis 1945 und gehörte zum Kreis Gumbinnen im Regierungsbezirk Gumbinnen der preußischen Provinz Ostpreußen.
Die Landgemeinde Ganderkehmen zählte im Jahre 1910 37 Einwohner. Am 30. September 1928 gab die Gemeinde ihre Selbständigkeit auf und schloss sich mit der Landgemeinde Kiaulkehmen und dem Gutsbezirk Heinrichsdorf (russisch: Chimkino, nicht mehr existent) zur neuen Landgemeinde Kiaulkehmen zusammen. Diese wurde 1935 in Jungort umbenannt.
In Folge des Zweiten Weltkriegs kam Jungort mit Ganderkehmen, im nördlichen Ostpreußen gelegen, zur Sowjetunion und erhielt 1950 die russische Bezeichnung „Dunajewka“. Der Ort wurde dem Dorfsowjet Majakowski selski Sowet im Rajon Gussew zugeordnet. Zu einem nicht genau bekannten Zeitpunkt zwischen 1975 und 1988 wurde der Ort, der inzwischen auf das ehemalige Ganderkehmen beschränkt war, in Proletarski umbenannt. Im Jahr 1997 wurde die Schreibweise des Ortsnamens in Proletarskoje geändert. Von 2008 bis 2013 gehörte Proletarskoje zur Landgemeinde Majakowskoje selskoje posselenije und seither zum Stadtkreis Gussew.

## Kirche
Ganderkehmen mit seiner fast ausnahmslos evangelischen Bevölkerung war vor 1945 in das Kirchspiel der Kirche Nemmersdorf (der Ort heißt heute russisch: Majakowskoje) eingepfarrt und gehörte auf diese Weise zum Kirchenkreis Gumbinnen in der Kirchenprovinz Ostpreußen der Kirche der Altpreußischen Union. Heute liegt Proletarskoje im Einzugsgebiet der neu entstandenen evangelisch-lutherischen Gemeinde der Salzburger Kirche in Gussew (Gumbinnen) innerhalb der Propstei Kaliningrad der Evangelisch-lutherischen Kirche Europäisches Russland.